# Rehacythereis
Rehacythereis is een geslacht van uitgestorven kreeftachtigen uit de klasse van de Ostracoda (mosselkreeftjes).

## Soorten
- Rehacythereis algeriana  (Bassoullet & Damotte, 1969)  †
- Rehacythereis apulica Babinot, 1988 †
- Rehacythereis arabaensis Rodriguez-lazaro, 1988 †
- Rehacythereis assaforensis Andreu, 1983 †
- Rehacythereis baforeirensis Andreu, 1983 †
- Rehacythereis barringtonensis Weaver, 1982 †
- Rehacythereis bartensteini (Oertli, 1958) Gruendel, 1973 †
- Rehacythereis bekumensis (Triebel, 1940) Gruendel, 1973 †
- Rehacythereis bemerodensis (Kemper, 1971) Witte, Lissenberg & Schuurman, 1992 †
- Rehacythereis bernardi (Grosdidier, 1964) Gruendel, 1973 †
- Rehacythereis bleinensis (Donze, 1972) Babinot, Colin & Damotte, 1985 †
- Rehacythereis boulkhiamensis Andreu, 1990 †
- Rehacythereis btaterensis (Bischoff, 1963) Shain & Xie, 1992 †
- Rehacythereis buechlerae (Oertli, 1958) Gruendel, 1973 †
- Rehacythereis cantabrigiensis Weaver, 1982 †
- Rehacythereis chlomkensis (Pokorny, 1965) Pokorny, 1979 †
- Rehacythereis chrastinensis (Pokorny, 1967) Pokorny, 1979 †
- Rehacythereis cristata (Kaye, 1964) Gruendel, 1973 †
- Rehacythereis curva Andreu-bousset, 1991 †
- Rehacythereis dallasensis (Alexander, 1929) Swain, 1981 †
- Rehacythereis decorata (Donze, 1972) Grueenffle, 1973 †
- Rehacythereis deltaensis (Reyment, 1960) Carbonnel, 1989 †
- Rehacythereis dentonensis (Alexander, 1929) Ascoli, 1976 †
- Rehacythereis detrita (Donze, 1972) Babinot, Colin & Damotte, 1985 †
- Rehacythereis durispitana (Gruendel, 1964) Gruendel, 1973 †
- Rehacythereis ermitensis Andreu, 1983 †
- Rehacythereis eximia (Bosquet, 1854) Gruendel, 1973 †
- Rehacythereis fournetensis (Damotte, 1971) Babinot, Colin & Damotte, 1985 †
- Rehacythereis fredericksburgensis (Alexander, 1929) Neale, 1977 †
- Rehacythereis gatyensis (Damotte & Grosdidier, 1963) Neale, 1978 †
- Rehacythereis geometrica (Damotte & Grosdidier, 1963) Gruendel, 1973 †
- Rehacythereis glabrella (Triebel, 1940) Gruendel, 1973 †
- Rehacythereis huescaensis Andreu, 1983 †
- Rehacythereis innflasensis Andreu & Ettachfini, 1994 †
- Rehacythereis kodymi (Pokorny, 1967) Pokorny, 1979 †
- Rehacythereis laciniosa (Gruendel, 1964) Gruendel, 1973 †
- Rehacythereis libanensis (Bischoff, 1963) Szczechura, Abd-Elshafy & Babinot, 1991 †
- Rehacythereis louvemontensis (Deroo, 1957) Babinot et al., 1985 †
- Rehacythereis luermannae (Triebel, 1940) Gruendel, 1973 †
- Rehacythereis maralpinensis (Donze, 1970) Gruendel, 1973 †
- Rehacythereis paraglabrella (Pokorny, 1965) Gruendel, 1973 †
- Rehacythereis paranuda Weaver, 1982 †
- Rehacythereis parareticulata (Colin, 1974) Reyment, 1982 †
- Rehacythereis paredensis Andreu, 1983 †
- Rehacythereis perturbatrix (Pokorny, 1965) Gruendel, 1973 †
- Rehacythereis peruni (Pokorny, 1965) Pokorny, 1979 †
- Rehacythereis pinellensis Swain, Xie & Hillebrandt, 1991 †
- Rehacythereis punctatafoveolata (Majoran, 1989) Andreu-bousset, 1991 †
- Rehacythereis reticulata (Jones & Hinde, 1890) Gruendel, 1973 †
- Rehacythereis roquensis Andreu, 1983 †
- Rehacythereis saidensis Andreu, Aadjour & Witam, 1993 †
- Rehacythereis senckenbergi (Triebel, 1940) Gruendel, 1973 †
- Rehacythereis sopeirensis Andreu, 1983 †
- Rehacythereis sutterbyensis (Kaye & Barker, 1965) Gruendel, 1973 †
- Rehacythereis trinodosa (Dreyer, 1968) Gruendel, 973 †